# Division (militärt förband)

Natosymbolen för en infanteridivision, de två kryssen ovanför rektangeln anger att det är en division. Krysset i rektangeln anger att det är ett infanteriförband. Den blåa färgen anger att det är egna eller allierade styrkor.

En division är ett militärförband som består av flera brigader, och kan utgöra en del av en armékår. Ordet används på svenska med något olika betydelser för armé-, fartygs- respektive flygförband.

## Armédivision
Hos arméförband är en division ett militärt förband som består av ett huvudtruppslag (exempelvis pansar eller infanteri) och nödvändiga lednings-, understöds- och underhållsförband. En division är allsidigt sammansatt för att delvis kunna strida självständigt. En division innehåller i sin tur ett antal brigader och/eller regementen och bataljoner. Flera divisioner bildar en armékår. Beroende på truppslag kan en division bestå av mellan 7 000 och 22 000 man. Kavalleridivisioner var i allmänhet mindre, med till 5 000–6 000 man. En division leds normalt sett av en generalmajor (tvåstjärnig general). Beroende på huvudtruppslag kan en division benämnas infanteridivision, mekaniserad infanteridivision, pansardivision och luftburen division. Divisioner i västländer är ofta större till numerären än ryska (och före detta sovjetiska) divisioner.
Division började användas i Frankrike omkring 1700, men indelning av militära förband i divisioner blev vanlig först under franska revolutionskrigen för att underlätta förflyttningen av större värnpliktsförband.
Under de första åren av andra världskriget kunde till exempel en tysk pansardivision bestå av följande delar:
- pansarbrigad
- skyttebrigad
- pansarvärnsbataljon
- rekognoseringsbataljon
- artilleriregemente
- luftvärnsbataljon
- signalbataljon
- ingenjörsbataljon

## Divisioner i Sverige
I svenska armén har normalt ordet arméfördelning, snarare än division, använts på egna förband av denna storlek. Under ett övergångsskede mellan åren 2000 och 2005 verkade 1 mekaniserade divisionen som ersättare för de nedlagda brigaderna och arméfördelningarna. Däremot har ordet division använts om utländska förband. Det kan noteras att det engelska ordet division betyder just fördelning på svenska.
När ordet division tidigare har förekommit som beteckning på svenska arméförband, har den inneburit mindre förband, ungefär av bataljons storlek. Till och med 1966 var artilleridivision (vanligen enbart division) benämning på en enhet inom artilleriet som omfattade två eller fler skjutande artilleribatterier, det vill säga numera artilleribataljon. Motsvarande enhet inom Luftvärnet var luftvärnsdivision och även inom Kustartilleriet användes division på motsvarande sätt.

### Flygdivision

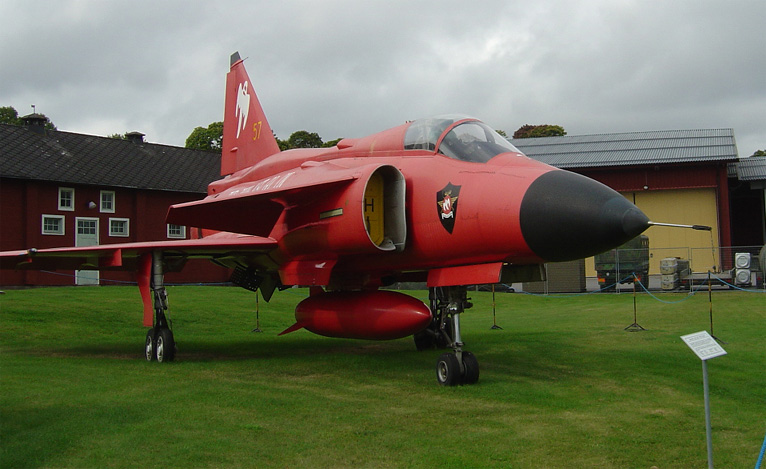
Flygplanet Johan 57 från F 10 Ängelholm.

En division i Flygvapnet består i regel av 8–12 flygplan av samma typ: till exempel stridsflygdivision, och tidigare attackflygdivision, jaktflygdivision, spaningsdivision, etc. Flera divisioner bildar, liksom i marinen, en flottilj. I Sverige har flygdivisionerna liksom fartygsdivisionerna nummer utifrån flottiljens nummer: till exempel F 21, kan bestå av 211. och 212. stridsflygdivisionen.
I Flygvapnet har divisionerna sedan 1940-talet haft färger kombinerat med ett namn ur bokstaveringsalfabetet som namn. Till exempel, 1. divisionen – röd, 2. divisionen – blå, 3. divisionen – gul, 4. divisionen – vit, 5. divisionen – svart. Dock så har det varierat sedan färginledningen tillkom. Vitt är förknippat med stab, grönt för nya flygelever typ GFU. Svart med rött inslag har använts för 4. divisionen och svart med blått inslag för 5. divisionen.
Namnet ur bokstaveringsalfabetet visar vilken flygflottilj divisionen tillhör. Exempelvis benämndes 1. divisionen vid Skånska flygflottiljen (F 10) som Johan Röd. Motsvarande namn användes även som militär anropssignal, till exempel Johan 57, vilket motsvarade en AJS 37 Viggen från F 10 Ängelholm.
Flygdivision kan, till skillnad mot armédivision, inte direktöversättas till engelska, utan motsvaras närmast av squadron. Det motsvarande ordet skvadron har dock på svenska enbart används som en beteckning på kavalleriförband av kompanis till bataljons storlek.
| Division      | Namn  | Färg(er) |
| ------------- | ----- | -------- |
| 1. divisionen | Röd   |          |
| 2. divisionen | Blå   |          |
| 3. divisionen | Gul   |          |
| 4. divisionen | Vit   | ,        |
| 5. divisionen | Svart | ,        |

### Helikopterdivision
En Helikopterdivision var en förbandstyp inom dåvarande Marinflyget och bestod av flera kompanier. Som mest fanns tre Helikopterdivisioner på tre platser i Sverige. När Marinflyget 1998 införlivades i den nybildade Helikopterflottiljen så slogs Helikopterdivisionerna ihop med Flygvapnets flygräddningsgrupper och bildade Helikopterbataljoner.
Dåtidens Helikopterdivisioner skall inte misstas för de (flyg)divisioner som numera finns i Helikopterflottiljen. En Helikopterdivision var ett förband, en flygdivision är en del av ett förband. Helikopterflottiljens divisioner är samma typ av division som övriga (flyg)divisioner inom Flygvapnet.

### Fartygsdivision
En division i Flottan består i regel av 2–6 fartyg av samma typ: till exempel jagardivision, korvettdivision, minröjningsdivision. Flera divisioner bildar, liksom i flyget, en flottilj. I Sverige har fartygsdivisionerna liksom flygdivisionerna nummer utifrån flottiljens nummer: till exempel 4. flottiljen, kan bestå av 41. 42. 43. 44. etc. divisionerna.
I Sverige förekom indelning i fartygdivisioner redan under nordiska sjuårskriget. Senare användes divisioner främst för indelningen av flottans eskadrars seglingsordning. I slagordningen användes inte divisioner. År 1776 organiserades skärgårdsflottan i taktiska förband som kallades divisioner där fartygen bestod av olika typ. Inom kustartilleriet har minutläggningsförbanden organiserats i divisioner där dessa bestått av fartyg av olika typ.